# コソボ警察
コソボ警察（コソボけいさつ、アルバニア語: Shërbimi Policor i Kosovës; KPS、セルビア語:Kosovska Policijska Služba; KPS）は、ユーゴスラビア軍がコソボを去り、国際連合コソボ暫定行政ミッション（UNMIK）による統治が始まった1999年に結成されたコソボの警察機構である。
UNMIKの設置には、国際的な関与による警察機構UNMIK警察の立ち上げが含まれていた。彼らは国際連合安全保障理事会決議1244に基づいて:
1. コソボに新しい警察機構を組織する
2. コソボの警察機構が整備されるまでの間、UNMIKが法整備と秩序維持に当たる

ことが定められていた。新しい警察機構は、「コソボ警察」と名づけられた。その後すぐに人員の募集をはじめ、ヴシュトリ / ヴチトルンにあった警察学校は欧州安全保障協力機構（OSCE）によって改組され、新しい警察官を養成する場となった。コソボが独立した後もコソボ警察は国際的なUNMIK警察の下位に置かれ、UNMIKの警察長官はUNMIK警察とコソボ警察の双方に対して命令権を持っている。1999年以降コソボ警察は人員を増やし続け、2004年には目標とする7000人近くの警察官を擁するに至った。コソボ警察のうち85%は民族的にアルバニア人、15%はセルビア人やその他の少数民族である。